# Afonso Dias

Afonso Dias, local e data desconhecidos.

Afonso Manuel Dos Reis Domingos Dias, ou Afonso Dias é um músico, cantor, poeta, ator e encenador português nascido a 13 de agosto de 1949.

## Biografia
Militou contra a ditadura do Estado Novo, e cantou nos anos 60 e 70 em inúmeras sessões a solo ou ao lado de Zeca Afonso, Francisco Fanhais, Samuel, Pedro Lobo Antunes, Pedro Barroso e muitos outros.
No âmbito do teatro frequentou, nos anos 60 e 70, acções de formação teatral com Costa Ferreira, Carmen Dolores e Rogério Paulo.
Conjuntamente com Fausto, José Mário Branco e Tino Flores, foi, em 1974, um dos fundadores do GAC – Grupo de Acção Cultural, no qual participou na produção e na gravação de três LP's e oito EP's, e em centenas de espectáculos ao vivo entre 1974 e 1978.
Em 1979 gravou o seu primeiro álbum a solo, intitulado O que vale a pena, com músicas de sua autoria e poemas seus e de Hélia Correia e José Fanha.
Foi deputado à Assembleia Constituinte pela UDP em 1975/76 e é um dos signatários da Constituição da República que votou favoravelmente a 2 de Abril de 1976; 
Em 14 de Abril de 2016 foi-lhe conferido o título  de deputado honorário pela Assembleia da República.
Há dezenas de anos que canta e diz poesia, no país e pela Europa – Alemanha, Holanda, França, Inglaterra, e também no Brasil.
É membro do Conselho Consultivo da AJA – Associação José Afonso.
A seguir se resume o mais significante da sua produção enquanto trabalhador cultural do Algarve onde vive há 34 anos.

## No palco
Realizou, no Algarve, ao longo dos últimos 34 anos, mais de 1600 espectáculos e recitais de música e poesia atuando a solo ou com acompanhantes em, praticamente, todos os espaços do interior e do litoral: Teatros, Bibliotecas, Associações, Centros Culturais, Monumentos, Casas do Povo..., em colaborações com Câmaras Municipais, Juntas de Freguesia, Direção Regional de Cultura e Direção Regional de Educação, entre outras entidades. 
As apresentações de Afonso Dias, regra geral, são temáticas e/ou dedicadas a autores ou a temas específicos. 
Pelo restante país, já actuou na RTP, na Antena 1, em Almodôvar, Aljustrel, Castro Verde, Serpa, Moura, Mértola, Amareleja, Lisboa, V. F. de Xira, Porto, Vila Real, Valença, Riachos, Alpiarça, Santarém, Constância, Coimbra, Leiria, Aveiro, Avintes, Braga, Guimarães, Almada, Setúbal, Seixal, Castelo Branco, entre outros.

## No teatro
Foi fundador, em 1999, da Trupe Barlaventina – Jograis do Algarve, com a qual realizou inúmeros espectáculos e gravações de álbuns de estúdio.
De 2004 a 2010, como ator e/ou músico, na ACTA - A Companhia de Teatro do Algarve, integrou as produções:
“Poemas e canções que fizeram Abril” - vários autores  
“Em papel perfumado – palavras de namorar” - idem
“Antígona” -  Sófocles / M. Zambrano
“Os fantasmas do homem do talho” - Victor Haïm                
“História do Soldado” - Stravinsky
“Ricardo III “ - W.Shakespeare
“O coração de um homem” - Lutz Hubner
“O empresário” - W. A. Mozart
“D. Quixote”- Luís Mourão (ator e autor de 5 canções).
“George Dandin” - Moliére
“Insustentável Leveza” - Bernardo Soares
No Teatro Amador teve participações como ator, autor e encenador no TEL de Lagos (nos idos de 90) e no Teatro do Clube Oriental de Pechão. Com a Orquestra do Algarve participou, como declamador, em diversos Concertos Promenade e, como cantor, no Concerto Pedagógico  de Portimão, em Maio de 2011, onde interpretou temas da sua autoria orquestrados para o efeito.

## Nas escolas
Colaborou com a Direcção Regional de Educação do Algarve, entre 2001 e 2013, nos projetos de promoção da poesia nas escolas de todo o Algarve: “Ao sabor da poesia” e “A Poesia está na Escola” . Nesse âmbito  realizou  cerca de 1100 sessões de 50/60 minutos para mais de 120 000 (cento e vinte mil) alunos. Desse projeto resultou a edição de 3 CD's de poesia produzidos em colaboração com a Associação de Professores de Português de título genérico “Cantando espalharey” e da colectânea “Ao sabor da poesia”. 
Em 2015, 2016 e 2017, realizou 250 sessões nas Escolas de Loulé com os projetos “Poesia e Cidadania” e “Constituição 1976 – a Liberdade na Lei”, “Vamos ensinar aos crescidos os Direitos das Crianças” para cerca de 35 000 alunos. 
Em 2018, realizou 63 sessões nas Escolas de Faro com os projetos “25 de Abril pequenino” e “Constituição 1976 – a Liberdade na Lei”, para cerca de 5000 alunos. 
Em 2019, realizou 34 sessões nas Escolas de Faro com os projetos “ O Poeta é um super-herói” e “25 Abril – 45 anos”, para cerca de 3000 alunos. 
Em 2021realizou 40 sessões no Agrupamento de Escolas Albufeira Poente e 20 sessões para escolas de 1º Ciclo de Loulé para, no conjunto, cerca de 1000 alunos.
Contabiliza um total aproximado de 185 000 alunos visitados em 20 anos.

## Outras actividades musicais
É membro da Associação Música XXI, na qual tem vindo a editar a colecção de CDs Selecta, que mereceu, em 2008, a Declaração de Interesse Cultural do Ministério da Cultura. A Selecta, editada, primeiro, pela Associação Música XXI, depois pela Bons Ofícios – Associação Cultural, foi suspensa em  2011 – mercê da “crise” - e mantém em carteira 20 números por editar, onde avultam: António Ramos Rosa, Teresa Rita Lopes, Carlos Brito, João Lúcio, Alexandre O'Neill, Sophia de Mello Breyner, e Luís de Camões. Viria a ser retomada em 2016.
Para além da sua própria poesia tem composto música para poemas de António Aleixo, Camões, Hélia Correia, Camilo Castelo Branco, Teresa Rita Lopes, José Fanha, Nicolas Guillén, Pablo Neruda, Almada-Negreiros, Fernando Pessoa, Carlos Brito, e Florbela Espanca, entre outros.
Desde 2010 que as produções de Afonso Dias trazem inscrita a legenda: FEITO NO ALGARVE
Desde 2018, é curador das comemorações do 25 de Abril em Faro.

## Discografia (a solo, como músico
- - O que vale a pena (LP, Diapasão, 1979)[5][6]
  - Pela calada (LP, Transmédia, 1988) - com Bastos Moenho[7][8]
  - Olhar de Pássaro (CD, Strauss, 2000)[9] (nomeado para o Prémio José Afonso)
  - Na asa loira do Sol - Fados Meridionais (CD, 2001)
  - Geometria do Sul (CD, 2002)
  - Abecedário a rimar (CD, 2003)
  - "13" (CD, 2010)
  - Fado Aleixo (CD, 2013)
  - O mar ao fundo (CD, 2014)
  - Andanças e Cantorias (CD, 2016) - com Teresa Silva, Luís Henrique e Pedro Gil
  - Alto Contraste (CD, 2018)
  - Inventário (Best of, CD, 2021)

## Discografia (como dizedor)

### A solo
- - Cantando espalharey I, II e III (2002, 3 CDs com multimédia)
  - Colecção Selecta:
    - Poetas da Lusofonia (2006, integrado na comemoração do 10º aniversário da CPLP)
    - Poesia de António Gedeão (2006)
    - Poesia de Alberto Caeiro – O Guardador de rebanhos (2006)
    - Poesia de Cabo Verde e sete poemas de Sebastião da Gama (2007)
    - Poesia de Miguel Torga (2007)
    - Poesia de Natália Correia (2007)
    - Poesia de Fernando Pessoa e Ricardo Reis
    - Poesia de Álvaro de Campos
    - Poesia de Cesário Verde
    - Os Modos e os Olhares - Aleixo e Pessoa em desgarrada (im)provável

### Como elemento daTrupe Barlaventina
- - Lendas do País do Sul (1999)
  - O perfume da palavra (2000)

## Livros de poesia
- - Grande Angular (2000)
  - Toccata e Fuga (2003)
  - Alto Contraste (2017)
  - Largo do Mercado (2018)
  - Navegação à vista (2019)
  - Manifesto (2020)
  - Boca de Cena[10] (2022)